# 노자와 리쿠
노자와 리쿠(일본어: 野澤 陸, 1998년 12월 7일~)는 일본의 축구 선수이다.

## 구단 경력
그는 2021년 J2리그의 방포레 고후에 입단했다. 2022년에 천황배 우승을 차지했다. 2024년까지 32경기에 출전하여, 1득점을 넣었다. 2024년 3월 J3리그의 FC 기후로 이적했다.